# Логід
Логід (англ. Lougheed) — село в Канаді, у провінції Альберта, у складі муніципального району Флегстафф.

## Населення
За даними перепису 2016 року, село нараховувало 256 осіб, показавши зростання на 9,9%, порівняно з 2011-м роком. Середня густина населення становила 121,8 осіб/км².
З офіційних мов обидвома одночасно володіли 5 жителів, тільки англійською — 255. Усього 50 осіб вважали рідною мовою не одну з офіційних.
Працездатне населення становило 125 осіб (62,5% усього населення), рівень безробіття — 20% (21,4% серед чоловіків та 18,2% серед жінок). 72% осіб були найманими працівниками, а 20% — самозайнятими.
Середній дохід на особу становив $12 013 (медіана $34 624), при цьому для чоловіків — $12 013, а для жінок $12 013 (медіани — $42 880 та $26 240 відповідно).
38,5% мешканців мали закінчену шкільну освіту, не мали закінченої шкільної освіти — 35,9%, 28,2% мали післяшкільну освіту.
| Статево-вікова структура населення | Статево-вікова структура населення | Статево-вікова структура населення | Статево-вікова структура населення | Статево-вікова структура населення |
| ---------------------------------- | ---------------------------------- | ---------------------------------- | ---------------------------------- | ---------------------------------- |
|                                    |                                    |                                    |                                    |                                    |
| Всього                             | Всього                             | 50,0%                              |                                    |                                    |
| 0 — 14 років                       | 0 — 14 років                       |                                    | 23,1%                              | 23,1%                              |
| 15 — 64 років                      | 15 — 64 років                      |                                    | 57,7%                              | 57,7%                              |
| 65 і більше                        | 65 і більше                        |                                    | 19,2%                              | 19,2%                              |
| 85 і більше                        | 85 і більше                        |                                    | 1,9%                               | 1,9%                               |
| Середній вік (років)               | Середній вік (років)               | 41,838,0                           | 39,9                               | 39,9                               |
| Медіана (років)                    | Медіана (років)                    | 40,536,5                           | 39,3                               | 39,3                               |
| — чоловіки — жінки                 |                                    |                                    |                                    |                                    |

| Походження мешканців:     | Походження мешканців:     | Походження мешканців: | Походження мешканців: | Походження мешканців: |
| ------------------------- | ------------------------- | --------------------- | --------------------- | --------------------- |
| Походження                |                           |                       | осіб                  | %                     |
| Корінні американці        | Корінні американці        |                       | 25                    | 11.11%                |
| Інше північноамериканське | Інше північноамериканське |                       | 115                   | 51.11%                |
| Європейське               | Європейське               |                       | 140                   | 62.22%                |
| британське                | британське                |                       | 105                   | 46.67%                |
| французьке                | французьке                |                       | 15                    | 6.67%                 |
| Латинськоамериканське     | Латинськоамериканське     |                       | 10                    | 4.44%                 |

| Зайнятість населення за галузями (за класифікацією NOC): | Зайнятість населення за галузями (за класифікацією NOC): | Зайнятість населення за галузями (за класифікацією NOC): | Зайнятість населення за галузями (за класифікацією NOC): | Зайнятість населення за галузями (за класифікацією NOC): |
| -------------------------------------------------------- | -------------------------------------------------------- | -------------------------------------------------------- | -------------------------------------------------------- | -------------------------------------------------------- |
|                                                          |                                                          |                                                          |                                                          |                                                          |
| Бізнес, фінанси та адміністрування                       | Бізнес, фінанси та адміністрування                       |                                                          | 21,7%                                                    | 21,7%                                                    |
| Освіта, правозахист, муніципальні та урядові служби      | Освіта, правозахист, муніципальні та урядові служби      |                                                          | 8,7%                                                     | 8,7%                                                     |
| Роздрібна торгівля та послуги                            | Роздрібна торгівля та послуги                            |                                                          | 17,4%                                                    | 17,4%                                                    |
| Гуртова торгівля, транспорт та обладнання                | Гуртова торгівля, транспорт та обладнання                |                                                          | 43,5%                                                    | 43,5%                                                    |
| Природні ресурси, сільське господарство                  | Природні ресурси, сільське господарство                  |                                                          | 8,7%                                                     | 8,7%                                                     |

## Клімат
Середня річна температура становить 2,5°C, середня максимальна – 21,7°C, а середня мінімальна – -21,4°C. Середня річна кількість опадів – 403 мм.
| Клімат поселення                              | Клімат поселення | Клімат поселення | Клімат поселення | Клімат поселення | Клімат поселення | Клімат поселення | Клімат поселення | Клімат поселення | Клімат поселення | Клімат поселення | Клімат поселення | Клімат поселення | Клімат поселення |
| Показник                                      | Січ.             | Лют.             | Бер.             | Квіт.            | Трав.            | Черв.            | Лип.             | Серп.            | Вер.             | Жовт.            | Лист.            | Груд.            |                  |
| Середній максимум, °C                         | −8,14            | −4,64            | 1,49             | 10,69            | 17,34            | 21,56            | 21,68            | 21,06            | 15,66            | 9,60             | −0,4             | −7,19            |                  |
| Середня температура, °C                       | −14,78           | −11,27           | −5,16            | 4,06             | 10,70            | 14,93            | 16,77            | 16,16            | 10,74            | 4,69             | −5,32            | −12,11           |                  |
| Середній мінімум, °C                          | −21,41           | −17,91           | −11,8            | −2,59            | 4,06             | 8,29             | 11,84            | 11,24            | 5,82             | −0,22            | −10,23           | −17,02           |                  |
| Норма опадів, мм                              | 20               | 11               | 17               | 24               | 37               | 76               | 70               | 61               | 37               | 19               | 16               | 15               |                  |
| Середньомісячна швидкість вітру, м/с          | 3.82             | 3.73             | 3.88             | 4.10             | 4.10             | 3.80             | 3.41             | 3.30             | 3.52             | 3.80             | 3.94             | 3.87             |                  |
| Середньомісячна сонячна радіація, кДж/м²·день | 3855             | 7454             | 12504            | 17462            | 20840            | 22220            | 22653            | 18967            | 12951            | 7757             | 4040             | 2795             |                  |
| --------------------------------------------- | ---------------- | ---------------- | ---------------- | ---------------- | ---------------- | ---------------- | ---------------- | ---------------- | ---------------- | ---------------- | ---------------- | ---------------- | ---------------- |
| Джерело:                                      |                  |                  |                  |                  |                  |                  |                  |                  |                  |                  |                  |                  |                  |